# Alticola stoliczkanus
Alticola stoliczkanus is een zoogdier uit de familie van de Cricetidae. De wetenschappelijke naam van de soort werd voor het eerst geldig gepubliceerd door Blanford in 1875.

## Voorkomen
De soort komt voor in China, India en Nepal.